# First of May
A First of May a Bee Gees együttes dala az 1969-es Odessa című nagylemezről. Az albumról ez volt az egyetlen megjelent kislemez, és nyolc ország slágerlistáján került be az első tízbe. A dal szerepelt az 1971-es Melody című filmben, 1996-ban pedig CD-n adták ki újra Japánban.

## A kislemez dalai
- First of May (Barry, Robin és Maurice Gibb) – 2:50 (ének: Barry Gibb)
- Lamplight (Barry, Robin és Maurice Gibb) – 4:47 (ének: Robin Gibb)

## Közreműködők
- Barry Gibb – ének, gitár
- Robin Gibb – ének
- Maurice Gibb – ének,  gitár, zongora, basszusgitár
- Vince Melouney – gitár
- Colin Petersen – dob
- stúdiózenekar Bill Shepherd vezényletével
- hangmérnök – Adrian Barber

## Slágerlistás helyezések
| Ország           | Legjobb helyezés |
| ---------------- | ---------------- |
| Hollandia        | 2                |
| Németország      | 3                |
| Chile            | 4                |
| Dél-Afrika       | 4                |
| Írország         | 4                |
| Új-Zéland        | 4                |
| Anglia           | 6                |
| Norvégia         | 9                |
| Ausztrália       | 15               |
| Egyesült Államok | 37               |
| Japán            | 80               |

## A kislemez megjelenése országonként
- Egyesült Államok, Kanada: Atco 45-6657
- Ausztrália Spin EK-2820
- Brazília Polydor FC 126011
- Chile Polydor 56 304
- Franciaország Polydor 421 427
- Németország, Dánia, Hollandia,  Svájc, Belgium: Polydor 59 260
- Irán Royal RT 61
- Japán Polydor DP-1634
- Spanyolország Polydor 60 049
- Egyesült Királyság Polydor 56 304
- Jugoszlávia RTB S 534 51 1969